# Les Invités de huit heures (film, 1946)
Pour les articles homonymes, voir Les Invités de huit heures.
Pour plus de détails, voir Fiche technique et Distribution.
Les Invités de huit heures est un film belge réalisé par Gaston Schoukens, sorti en 1946.

## Fiche technique
- Titre : Les Invités de huit heures
- Réalisation : Gaston Schoukens
- Scénario : d'après le roman de Thomas Owen
- Photographie : Paul Nicolas et Albert Putteman
- Décors : Suzanne Varlet
- Musique : V.O. Ursmar
- Son : André Guise et René Leburn
- Production : Les Productions Gaston Schoukens
- Pays d'origine :  Belgique
- Format : Noir et blanc - son mono
- Durée : 88 minutes
- Date de sortie : France, 16 janvier 1946

## Distribution
- André Berger
- René Damor
- Marguerite Daulboys
- Blanche Duckers
- André Gevrey
- Charles Gontier
- Christian Houzeau
- Germaine Lacroix
- Robert Murat
- Liliane Simonet